# Vòng loại Giải vô địch bóng đá nữ thế giới 2015 (Bảng 4 UEFA)
Bảng 4 vòng loại Giải vô địch bóng đá nữ thế giới 2015 khu vực châu Âu là một trong bảy bảng đấu do UEFA tổ chức để chọn ra đại diện tham dự Giải vô địch bóng đá nữ thế giới 2015. Bảng đấu bao gồm Bosna và Hercegovina, Quần đảo Faroe, Bắc Ireland, Ba Lan, Scotland và Thụy Điển.
Đội đầu bảng sẽ vào thẳng World Cup. Trong số bảy đội nhì bảng, bốn đội có thành tích tốt nhất (trước các đội thứ nhất, thứ ba, thứ tư và thứ năm trong bảng) sẽ tiếp tục thi đấu các trận play-off.

## Bảng xếp hạng
| VT | Đội                  | ST | T  | H | B | BT | BB | HS  | Đ  | Giành quyền tham dự |     |     |     |     |     |     |     |
| -- | -------------------- | -- | -- | - | - | -- | -- | --- | -- | ------------------- | --- | --- | --- | --- | --- | --- | --- |
| 1  | Thụy Điển            | 10 | 10 | 0 | 0 | 32 | 1  | +31 | 30 | World Cup           |     | —   | 2–0 | 2–0 | 3–0 | 3–0 | 5–0 |
| 2  | Scotland             | 10 | 8  | 0 | 2 | 37 | 8  | +29 | 24 | Play-off            |     | 1–3 | —   | 2–0 | 7–0 | 2–0 | 9–0 |
| 3  | Ba Lan               | 10 | 5  | 1 | 4 | 20 | 14 | +6  | 16 |                     |     | 0–4 | 0–4 | —   | 3–1 | 4–0 | 6–0 |
| 4  | Bosna và Hercegovina | 10 | 2  | 3 | 5 | 7  | 19 | −12 | 9  |                     | 0–1 | 1–3 | 1–1 | —   | 1–0 | 2–0 |     |
| 5  | Bắc Ireland          | 10 | 1  | 2 | 7 | 3  | 19 | −16 | 5  |                     | 0–4 | 0–2 | 0–3 | 0–0 | —   | 3–0 |     |
| 6  | Quần đảo Faroe       | 10 | 0  | 2 | 8 | 3  | 41 | −38 | 2  |                     | 0–5 | 2–7 | 0–3 | 1–1 | 0–0 | —   |     |

## Các kết quả
Giờ địa phương là CEST (UTC+02:00) vào mùa hè và CET (UTC+01:00) vào mùa đông.
| Thụy Điển               | 2–0      | Ba Lan |
| ----------------------- | -------- | ------ |
| Seger 52' · Schelin 66' | Chi tiết |        |

| Quần đảo Faroe  | 2–7      | Scotland                                                                         |
| --------------- | -------- | -------------------------------------------------------------------------------- |
| Sevdal 82', 83' | Chi tiết | Corsie 7' · Evans 14' · L. Ross 20', 29' · J. Ross 21' · Lappin 62' · Malone 75' |

| Ba Lan                                                              | 6–0      | Quần đảo Faroe |
| ------------------------------------------------------------------- | -------- | -------------- |
| Wiśniewska 2', 27' · Balcerzak 11' · Winczo 31', 77' · Pożerska 89' | Chi tiết |                |

| Scotland                                                                                          | 7–0      | Bosna và Hercegovina |
| ------------------------------------------------------------------------------------------------- | -------- | -------------------- |
| Evans 8' · L. Ross 13' · Little 36' · Corsie 48' · J. Ross 55' · Spahić 65' (l.n.) · Lappin 90+1' | Chi tiết |                      |

| Bosna và Hercegovina | 0–1      | Thụy Điển           |
| -------------------- | -------- | ------------------- |
|                      | Chi tiết | Schelin 34' (ph.đ.) |

| Scotland                 | 2–0      | Bắc Ireland |
| ------------------------ | -------- | ----------- |
| J. Ross 3' · Beattie 78' | Chi tiết |             |

| Bắc Ireland | 0–0      | Bosna và Hercegovina |
| ----------- | -------- | -------------------- |
|             | Chi tiết |                      |

| Ba Lan | 0–4      | Scotland                         |
| ------ | -------- | -------------------------------- |
|        | Chi tiết | J. Ross 23', 42', 46' · Love 65' |

| Thụy Điển                                                            | 5–0      | Quần đảo Faroe |
| -------------------------------------------------------------------- | -------- | -------------- |
| Schelin 12' (ph.đ.), 30' · Ilestedt 14' · Asllani 18' · Hjohlman 59' | Chi tiết |                |

| Bắc Ireland | 0–3      | Ba Lan                              |
| ----------- | -------- | ----------------------------------- |
|             | Chi tiết | Pożerska 5', 29' (ph.đ.) · Szaj 88' |

| Scotland                 | 2–0      | Ba Lan |
| ------------------------ | -------- | ------ |
| Evans 53' · Crichton 82' | Chi tiết |        |

| Quần đảo Faroe | 1–1      | Bosna và Hercegovina |
| -------------- | -------- | -------------------- |
| Klakstein 79'  | Chi tiết | Hasanbegović 24'     |

| Bắc Ireland | 0–4      | Thụy Điển                                                  |
| ----------- | -------- | ---------------------------------------------------------- |
|             | Chi tiết | Asllani 8' (ph.đ.) · Schelin 18' · Lundh 84' · Nilsson 87' |

| Bosna và Hercegovina | 1–3      | Scotland              |
| -------------------- | -------- | --------------------- |
| M. Kuliš 19'         | Chi tiết | J. Ross 62', 74', 86' |

| Quần đảo Faroe | 0–0      | Bắc Ireland |
| -------------- | -------- | ----------- |
|                | Chi tiết |             |

| Quần đảo Faroe | 0–3      | Ba Lan                                          |
| -------------- | -------- | ----------------------------------------------- |
|                | Chi tiết | Siwińska 13' · Pakulska 35' (ph.đ.) · Pajor 90' |

| Thụy Điển                             | 3–0      | Bắc Ireland |
| ------------------------------------- | -------- | ----------- |
| Sjögran 12' · Seger 28' · Nilsson 74' | Chi tiết |             |

| Bosna và Hercegovina | 1–0      | Bắc Ireland |
| -------------------- | -------- | ----------- |
| L. Kuliš 81'         | Chi tiết |             |

| Scotland           | 1–3      | Thụy Điển                    |
| ------------------ | -------- | ---------------------------- |
| Little 19' (ph.đ.) | Chi tiết | Seger 13' · Asllani 27', 52' |

| Bosna và Hercegovina | 1–1      | Ba Lan    |
| -------------------- | -------- | --------- |
| Mika 45+3' (l.n.)    | Chi tiết | Pajor 63' |

| Quần đảo Faroe | 0–5      | Thụy Điển                                              |
| -------------- | -------- | ------------------------------------------------------ |
|                | Chi tiết | Seger 11' · Schough 19' · Schelin 35', 50' · Lundh 84' |

| Bắc Ireland | 0–2      | Scotland                 |
| ----------- | -------- | ------------------------ |
|             | Chi tiết | Little 44' · J. Ross 77' |

| Bosna và Hercegovina     | 2–0      | Quần đảo Faroe |
| ------------------------ | -------- | -------------- |
| Nikolić 46' · Spahić 66' | Chi tiết |                |

| Ba Lan | 0–4      | Thụy Điển                                    |
| ------ | -------- | -------------------------------------------- |
|        | Chi tiết | Schelin 8', 71' · Asllani 56' · Sembrant 89' |

| Thụy Điển                       | 3–0      | Bosna và Hercegovina |
| ------------------------------- | -------- | -------------------- |
| Nilsson 5' · Schelin 45+2', 73' | Chi tiết |                      |

| Ba Lan                                      | 4–0      | Bắc Ireland |
| ------------------------------------------- | -------- | ----------- |
| Sikora 33' · Pajor 36', 68' · Balcerzak 41' | Chi tiết |             |

| Scotland                                                                                      | 9–0      | Quần đảo Faroe |
| --------------------------------------------------------------------------------------------- | -------- | -------------- |
| Little 6' · Weir 10' · J. Ross 11', 46', 52' · Corsie 57', 70' · Crichton 59' · Beattie 90+2' | Chi tiết |                |

| Thụy Điển                | 2–0      | Scotland |
| ------------------------ | -------- | -------- |
| Sjögran 7' · Schelin 76' | Chi tiết |          |

| Ba Lan                                         | 3–1      | Bosna và Hercegovina |
| ---------------------------------------------- | -------- | -------------------- |
| Pakulska 19' (ph.đ.) · Pajor 29' · Kamczyk 33' | Chi tiết | Ahmić 42'            |

| Bắc Ireland                                      | 3–0      | Quần đảo Faroe |
| ------------------------------------------------ | -------- | -------------- |
| Furness 21' (ph.đ.), 90+1' · Jacobsen 52' (l.n.) | Chi tiết |                |

## Cầu thủ ghi bàn
13 bàn
- Jane Ross

12 bàn
- Lotta Schelin

6 bàn
- Kosovare Asllani

5 bàn
- Ewa Pajor

4 bàn
- Rachel Corsie
- Kim Little
- Lina Nilsson

3 bàn
- Patrycja Pożerska
- Lisa Evans
- Leanne Ross
- Emma Lundh
- Caroline Seger

2 bàn
- Patrycja Balcerzak
- Natalia Pakulska
- Agnieszka Winczo
- Patrycja Wiśniewska
- Rachel Furness
- Heidi Sevdal
- Jennifer Beattie
- Leanne Crichton
- Suzanne Lappin

1 bàn
- Natalia Pakulska
- Aleksandra Sikora
- Jolanta Siwińska
- Magdalena Szaj
- Eldina Ahmić
- Melisa Hasanbegović
- Lidija Kuliš
- Monika Kuliš
- Milena Nikolić
- Amira Spahić
- Eyðvør Klakstein
- Joanne Love
- Suzanne Malone
- Caroline Weir
- Jenny Hjohlman
- Amanda Ilestedt
- Olivia Schough
- Caroline Seger
- Linda Sembrant
- Therese Sjögran

1 bàn phản lưới
- Amira Spahić (trận gặp Scotland)
- Elsa Jacobsen (trận gặp Bắc Ireland)
- Marta Mika (trận gặp Bosna và Hercegovina)